# Législations sur les courriels indésirables par pays
 (septembre 2022).
Les législations sur les courriels indésirables sont des dispositions légales qui visent, dans l'immense majorité des pays, une restriction de l'usage des pourriels. Elles ont été initiées dans un grand nombre de pays entre 1995 et 2005.

## Restrictions à l'usage de courriels indésirables
Le tableau suivant représente les législations qui restreignent l'usage de spam via courriel, par pays.
| [ note 1 ] | Pays             | Législation | Partie             | Application      | Réf.   |
| ---------- | ---------------- | --- | ------------------ | ---------------- | ------ |
|            | Argentine        | Personal Data Protection Act (2000)                                                                                         | § 27               | 30 octobre 2000  | ,      |
|            | Australie        | Spam Act 2003 (en) | Part 2             | 12 décembre 2003 | [ 4 ]  |
|            | Autriche         | Austrian Telecommunications Act 1997                                                                                        | § 107              |                  | [ 5 ]  |
|            | Belgique         | Loi du 11 mars 2003 sur certains aspects juridiques des services de la société de l'information                             |                    | 27 mars 2003     | [ 5 ]  |
|            | Brésil           | Aucune (éventuellement: Movimento Brasileiro de Combate ao Spam)                                                            |                    |                  | [ 6 ]  |
|            | Canada           | Loi sur la protection des renseignements personnels et les documents électroniques 2000 (PIPEDA)                            |                    | 2000             | [ 7 ]  |
|            | Canada           | Fighting Internet and Wireless Spam Act (en) 2010                                                                           |                    | 2010             | [ 8 ]  |
|            | Canada           | Canada's Anti-Spam Legislation 2014 (CASL)                                                                                  |                    | 2010             | [ 9 ]  |
|            | Chine            | Regulations on Internet email Services                                                                                      |                    | 30 mars 2006     | [ 5 ]  |
|            | Chypre           | Regulation of Electronic Communications and Postal Services Law of 2004                                                     | § 6                | 2004             | [ 10 ] |
|            | Tchéquie         | Act No. 480/2004 Coll., on Certain Information Society Services                                                             | § 7                | 2004             | [ 10 ] |
|            | Danemark         | Danish marketing practices act                                                                                              | § 6                |                  | [ 5 ]  |
|            | Union européenne | Directive du 12 juillet 2002 sur la protection de la vie privée dans le secteur des communications électroniques            | Art. 13            | 31 octobre 2003  | [ 11 ] |
|            | Finlande         | Act on Data Protection in Electronic Communications (516/2004)                                                              |                    |                  | [ 5 ]  |
|            | France           | Loi pour la confiance dans l'économie numérique                                                                             | Art. 22            | 21 juin 2004     | [ 5 ]  |
|            | Allemagne        | Gesetz gegen den unlauteren Wettbewerb (UWG) ("Loi sur la concurrence déloyale")                                            | § 7                |                  | ,      |
|            | Hong Kong        | Unsolicited Electronic Messaging Ordinance                                                                                  |                    | 22 décembre 2007 | [ 13 ] |
|            | Hongrie          | Act CVIII of 2001 on Electronic Commerce                                                                                    | Art. 14            |                  | [ 5 ]  |
|            | Inde             | Aucune (éventuellement: Information Technology Act, 2000 § 67)                                                              |                    |                  | [ 14 ] |
|            | Indonésie        | Undang-undang Informasi dan Transaksi Elektronic (ITE) (Loi Internet)                                                       |                    |                  | [ 15 ] |
|            | Irlande          | European Communities (Electronic Communications Networks and Services) (Data Protection and Privacy) Regulations 2003       | Section 13 (1) (b) | 6 novembre 2003  | [ 16 ] |
|            | Israel           | Communications Law (Telecommunications and Broadcasting), 1982 (Amendment 2008)                                             | Art. 30            | Décembre 2008    | ,      |
|            | Italie           | Data Protection Code (Legislative Decree no. 196/2003)                                                                      | § 130              |                  | ,      |
|            | Japon            | The Law on Regulation of Transmission of Specified Electronic Mail                                                          |                    | Avril 2002       | [ 5 ]  |
|            | Malaisie         | Communications and Multimedia Act 1998                                                                                      |                    |                  | [ 20 ] |
|            | Malte            | Data Protection Act (CAP 440)                                                                                               | § 10               |                  | ,      |
|            | Mexique          | Aucune |                    |                  | [ 10 ] |
|            | Pays-Bas         | Dutch Telecommunications Act                                                                                                | Art. 11.7          |                  | ,      |
|            | Nouvelle-Zélande | Unsolicited Electronic Messages Act 2007                                                                                    | Toutes             | 5 septembre 2007 | [ 24 ] |
|            | Norvège          | Lov om kontroll med markedsføring og avtalevilkår mv. (markedsføringsloven)                                                 | Chap. 3 - § 15     | 1er mars 2001    | [ 25 ] |
|            | Pakistan         | Prevention of Electronic Crimes Ordinance 2007                                                                              | § 14               | 31 décembre 2007 | ,      |
|            | Russie           | None (loosely: Russian Civil Code: Art. 309)                                                                                |                    |                  | [ 10 ] |
|            | Singapour        | Spam Control Act 2007 |                    | 15 juin 2007     | [ 28 ] |
|            | Afrique du Sud   | Electronic Communications and Transactions Act, 2002                                                                        | § 45               |                  | [ 29 ] |
|            | Afrique du Sud   | Consumer Protection Act, 2008                                                                                               | § 11               | Octobre 2010     | [ 30 ] |
|            | Corée du Sud     | Act on Promotion of Information and Communication and Communications Network Utilization and Information Protection of 2001 | Art. 50            |                  | [ 10 ] |
|            | Espagne          | Act 34/2002 of 11 juillet on Information Society Services and Electronic Commerce                                           |                    |                  | ,      |
|            | Suède            | Marknadsföringslagen (1995:450) "Loi sur le marketing"                                                                      | § 13b              |                  | ,      |
|            | Suisse           | Loi fédérale contre la concurrence déloyale (LCD)                                                                           | Art. 3, al. o      | 2007             | [ 35 ] |
|            | Turquie          | Elektronik Ticaretin Düzenlenmesi Hakkında Kanun "Act About Regulation of E-Commerce"                                       |                    |                  | ,      |
|            | Royaume-Uni      | Privacy and Electronic Communications (EC Directive) Regulations 2003 (en)                                                  |                    |                  |        |
|            | USA              | Controlling the Assault of Non-Solicited Pornography and Marketing Act of 2003 (en) (CAN-SPAM Act of 2003)                  | All                | 16 décembre 2003 | [ 37 ] |

## Autorisation de l'usage de courriels indésirables
Le tableau suivant représente les législations qui légalisent l'usage de spam via courriel, par pays.
| [ note 1 ] | Pays     | Législation                           | Partie | Date d'implémentation | Réf.   |
| ---------- | -------- | ------------------------------------- | ------ | --------------------- | ------ |
|            | Bulgarie | The Law of electronic commerce (2006) | Чл.5,6 | 26 décembre 2006      | [ 38 ] |